# 11 Dywizjon Artylerii Najcięższej
11 Dywizjon Artylerii Najcięższej Motorowej (11 dan) – zmotoryzowany pododdział artylerii najcięższej Wojska Polskiego II RP.
Dywizjon nie występował w organizacji pokojowej wojska. Zmobilizowany przez 1 pułk artylerii najcięższej.

## 11 dan w kampanii wrześniowej

### Mobilizacja
Został zmobilizowany w I rzucie mobilizacji powszechnej przez 1 pułk artylerii najcięższej 4 września z przeznaczeniem dla Armii „Prusy”. Osiągnął stan osobowy 19 oficerów i 661 podoficerów i szeregowych. Dywizjon składał się z trzech baterii uzbrojonych w dwa 220 mm moździerze wz. 1932, łącznie 6 dział, 3 ckm, 33 ciągniki C7P, samochodów: 15 osobowych, 39 ciężarowych i 37 specjalnych, 12 motocykli i 4 kuchnie polowe.

### Działania bojowe
4 września 1939 roku 11 dywizjon artylerii najcięższej rozkazem Sztabu Naczelnego Wodza został zadysponowany jako wsparcie dla Armii „Modlin”. Wieczorem 4 września wyjechał do Modlina. O świcie 5 września został zaatakowany przez samoloty niemieckie w Łomiankach, po czym dotarł do Modlina. Zajął stanowiska koło miejscowości Bielany i 5 września wieczorem osiągnął gotowość do otwarcia ognia. Był na stanowiskach ostrzeliwany przez niemieckie samoloty myśliwskie. 6 września na rozkaz dowódcy obrony Modlina zajął stanowiska w Kazuniu Niemieckim. Dowódca Armii "Modlin" przydzielił 11 dan do dyspozycji dowódcy zgrupowania gen. bryg. J. Zulaufa i odjechał do Jabłonny, dotarł tam 7 września. Z nieznanych przyczyn dywizjon 9 września, wyruszył do Woli Grzybowskiej. 10 września na rozkaz gen. bryg. E. Przedrzymirskiego-Krukowicza odjechał do Kołbieli, w trakcie tego marszu był ostrzeliwany przez lotnictwo niemieckie poległ jeden żołnierz. W Kołbieli w trakcie postoju, żołnierze dywizjonu wzięli do niewoli, na wieży kościoła obsługę radiostacji dywersyjnej. Nocą 10/11 września dywizjon przemieścił się do Stoczka Łukowskiego, gdzie był niecelnie bombardowany. Następnym rozkazem, ze sztabu Armii "Modlin", został skierowany do lasów na wschód od Radzynia Podlaskiego, gdzie dojechał nocą 11/12 września. Po odpoczynku 13 września pojechał przez Sławatycze, Włodawę do lasu pod Sawinem na północ od Chełma Lubelskiego.     
Od 15 września został podporządkowany dowódcy XIII Brygady Piechoty płk. Wacławowi Szalewiczowi, który przygotowywał obronę Chełma. 16 września 11 dan zajął stanowiska ogniowe w rejonie lasu Podborcze. Do walki nie doszło. Nocą 17/18 września odjechał do rejonu Hrubieszowa. Następnie na rozkaz gen. bryg. E. Przedrzymirskiego-Krukowicza, 20 września przemieścił się wraz z XIII BP w kierunku Tomaszowa Lubelskiego. 23 września dywizjon jechał za 43 pułkiem piechoty z Łaszczowa na Werechanie. Na skraju wsi Werechanie piechurzy 43 pp napotkali silny opór oddziałów niemieckiej 28.DP. 11 dan zajął stanowiska ogniowe i wsparł natarcie ostrzeliwując las między Werechaniami i Wieprzowem, efektem ostrzału 128 kg pociskami półpancernymi było oddziaływanie psychologiczne na niemiecką piechotę, która wycofała się z dwóch wymienionych miejscowości oraz z Pawłówki i Podhorców. 23 września przed świtem dywizjon zajął nowe stanowiska ogniowe koło gajówki Maziarnia, na południe od Werechań. Od godzin porannych moździerze kal. 220 mm ostrzeliwały stanowiska niemieckiej 28.DP w rejonie Tarnawatki. Doszło do pojedynku artyleryjskiego pomiędzy 11 dywizjonem a artylerią niemiecką, w trakcie którego grupa niemieckich czołgów dokonała wypadu na stanowiska postojowe pojazdów 2 baterii, niszcząc je wszystkie. Ostrzał prowadzono na żądanie dowódców XIII BP i 43 pp ppłk. W. Warchoła. Intensywny ostrzał trwał cały dzień 23 września, do wieczora wystrzelono całą posiadaną amunicję tj. 108 pocisków na moździerz.     
Na rozkaz płk. Wacława Szalewicza, zniszczono częściowo moździerze, wysadzając zamki, niszcząc i zakopując drobniejsze części, ciągniki i część samochodów zatopiono w pobliskich stawach. Od tego momentu 11 dan przeformowano w pododdział piechoty zmotoryzowanej uzbrojonego w kbk i 3 ckm. 24 września dywizjon przemieścił się w rejon Krasnobrodu, tocząc po drodze walki z niemiecką piechotą, niszcząc bezpośrednim ostrzałem znalezionej armaty kal. 75 mm gniazda broni maszynowej. 25-27 września żołnierze dywizjonu brali udział w walkach w rejonie Tereszpola, ponieśli wówczas ciężkie straty osobowe, z uwagi na brak paliwa zniszczono większość posiadanych pojazdów. 27 września dywizjon przebywał w Majdanie Kasztelańskim, z uwagi na wyczerpanie się amunicji strzeleckiej i podejście od strony wschodniej wojsk sowieckich, na rozkaz dowódcy dywizjonu, rozdano żołnierzom żywność, koce i wypłacono żołd, rozwiązano 11 dan polecając w grupach przedzierać się do Warszawy i do Lwowa. Części udało się, pozostali trafili do niewoli niemieckiej i sowieckiej.    

## Obsada personalna dywizjonu
- dowódca – mjr Kazimierz Firla
- oficer zwiadowczy - ppor. Stanisław Olszewski[6]
- oficer gospodarczy – ppor. rez. Zdzisław Deuar
- dowódca 1 baterii – kpt. Czesław Kopytowski
- dowódca 2 baterii – por. Wacław Śliwowski
- dowódca 3 baterii – kpt. Stefan Jastrzębski